# Thalassodes opalina
Thalassodes opalina là một loài bướm đêm trong họ Geometridae.